# Робашев
Робашев (пол. Robaszew) — село в Польщі, у гміні Злочев Серадзького повіту Лодзинського воєводства.
У 1975-1998 роках село належало до Серадзького воєводства.